# Prix Émile-Guimet de littérature asiatique
Le prix Émile-Guimet de littérature asiatique est un prix littéraire français décerné pour la première fois en 2017.
Son jury est composé de personnalités et de collaborateurs du musée Guimet, qui sélectionne au cours de l’année entre cinq et dix ouvrages sur la base de quatre critères :
- l’ouvrage primé est une traduction en français,
- l’auteur est originaire d’une des aires géographiques d’expertise du musée,
- la traduction a été publiée en France lors de l’année civile précédente,
- le texte original a été publié dans son pays d’origine moins de dix ans plus tôt.

## Historique
En 2017, le jury est présidé par Jean-Claude Carrière et comprend des personnalités variées comme Sophie Makariou et Valérie Vesque-Jeancard, pour le milieu des musées, Emmanuel Lozerand (d) et Danielle Elisseeff, spécialistes respectivement des langues japonaise et chinoise, ainsi qu’Élisabeth Lesne, Xavier Monthéard et Hélène Salat, du milieu de l’édition. La sélection comprend Nana à l’aube de Park Hyoung-su, Lala Pipo de Hideo Okuda, L’Échelle de Jacob de Gong Ji-young, Delhi Capitale de Rana Dasgupta, Une famille à l’ancienne de Chôn Myônggwan, Celui qui revient de Han Kang, Le Dit du Loriot de Su Tong et Le Jardin des brumes du soir de Tan Twen Eng. Le prix est remis à Rana Dasgupta pour Delhi Capitale le 28 juin 2017
L’année suivante, le jury est présidé par Brigitte Lefèvre, et composé de Sophie Makariou, Florence Evin (d), Alexandre Kazerouni, Dominique Schneidre, Florine Maréchal (d) et Emmanuel Lincot, représentant diverses professions autour du livre : journaliste, libraire, chercheur…. Le prix est décerné à Hwang Sok-yong pour Au soleil couchant ; les cinq autres ouvrages de la sélection étant Le Jeu du chat et de la souris de A Yi, Le Prisonnier de Omar Shahid Amid, La Colère de Kurathi Amman de Meena Kandasamy, Le Magicien sur la passerelle de Wu Ming-yi et Les Mensonges de la mer de Nashiki Kaho.
En 2021, la sélection retient les ouvrages suivants :
- L’Usine, de Hiroko Oyamada 小山田浩子 (Japon), Christian Bourgois, traduit par Silvain Chupin
- Les Disparus de la Purple Line, de Deepa Anappara (Inde), Presses de la Cité, traduit par Élisabeth Peellaert (d)
- Lune de papier, de Mitsuyo Kakuta 角田光代 (Japon), Actes Sud, traduit par Sophie Rèfle
- Trois jours dans la vie d’un Yakuza, de Hideo Okuda 奥田英朗 (Japon), éditions de l'Observatoire, traduit par Mathilde Tamae-Bouhon
- Perles, de Chi Ta-wei 紀大偉 (Taïwan), L'Asiathèque, traduit par Olivier Bialais, Gwennaël Gaffric, Coraline Jortay, Pierrick Rivet
- Sur le balcon, de Ren Xiaowen 任晓雯 (Chine), L'Asiathèque, traduit par Brigitte Duzan
- L’Ode au chou sauté, de Areno Inoue (d) 井上荒野 (Japon), Philippe Picquier, traduit par Patrick Honnoré
- Ret Samadhi- Au-delà de la frontière, de Geetanjali Shree 	गीतांजलिश्री (Inde), éditions Des Femmes - Antoinette Fouque, traduit du hindi par Annie Montaut
- Pluie, de Ng Kim Chew (en)  黃錦樹 (Malaisie/Taïwan), Philippe Picquier, traduit du chinois par Pierre-Mong Lim
- Le Carnet d’enquête d’un beau gosse nécromant, de Jaehan Jung (d) 정재한 (Corée du Sud), Éditions Matin Calme, traduit du coréen par Han Yumi et Hervé Péjaudier

Le jury de la 7e édition (2023-2024), présidé par Laure Adler, écrivaine et journaliste, est composé de :
- Yannick Lintz, présidente du musée Guimet
- Pierre Haski, journaliste et président de Reporters sans frontières,
- Nicolas Idier, écrivain et sinologue,
- Didier Pasamonik, éditeur et journaliste,
- Constance Rivière, écrivaine et directrice du Palais de la Porte-Dorée,
- Ryōko Sekiguchi, écrivaine et traductrice japonaise établie en France.

Le comité de lecture, pour cette 7ème édition, était composé de :  Rajana Amalarajah, Nathalie Delestre, Bernard Dupaigne, Hélène Haut, Hélène Lefèvre, Marc Michiels, Gaëlle Parrot, Elise Ricordeau, Véronique Schauinger, Elsa Toro et Anne-Véronique Voisin.

## Récipiendaires
- 2017 : Delhi Capitale de Rana Dasgupta, Buchet-Chastel, 2016 - traduit de l’anglais par Bernard Turle[1]  (ISBN 978-2-283-02918-3)
- 2018 : Au soleil couchant de Hwang Sok-yong, Philippe Picquier, 2017 - traduit du coréen par Chol Mikyung et Jean-Noël Juttet (d)[3]  (ISBN 978-2-8097-1273-5)
- 2019 : Une forêt de laine et d'acier de Natsu Miyashita, Philippe Picquier, 2018 - traduit du japonais par Mathilde Tamae-Bouhon  (ISBN 978-2-8097-1488-3)
- 2020 : Funérailles molles de Fang Fang, L'Asiathèque, 2019 - traduit du chinois par Brigitte Duzan et Zhang Xiaoqiu (ISBN 978-2-360-57184-0)[6]
- 2021 : Pluie, de Ng Kim Chew (en), Philippe Picquier, traduit du chinois par Pierre-Mong Lim  (ISBN 978-2-809-71500-2)[7],[6]
- 2022 : Dérive des âmes et des continents de Shubhangi Swarup, Éditions Métailié, traduit de l'anglais par Céline Schwaller  (ISBN 979-102261024-7)[8],[9]
- 2023 (catégorie roman) : Impossibles adieux de Han Kang, éditions Grasset, traduit du coréen par Kyungran Choi et Pierre Bisiou  (ISBN 978-2-246-83124-2)[10]
- 2023 (catégorie roman graphique) : Le fils de Taiwan (tome 3), scénarisé par You Pei-yun (d) et mis en dessin par Zhou Jian-xin (d), éditions Kana, traduit du chinois par An Ning (d)  (ISBN 978-2-50511-588-5)[10].
- 2024 (catégorie roman) : Impossibles adieux de Han Kang, Grasset[11]
- 2024 (catégorie roman graphique) : Le fils de Taïwan de Yu Pei-Yun et Zhou Jian-Xin, Kana[11]
- 2025 (catégorie roman) : Les Sept Lunes de Maali Almeida de Shehan Karunatilaka, Editions Calmann Lévy[12],[11]
- 2025 (catégorie bande dessinée) : Hana de Lee Dong-Eun et Jeong Yi-Yong, Éditions Çà et Là[12],[11]